# Turmhügel Vielitz
Der Turmhügel Vielitz ist eine abgegangene Turmhügelburg (Motte) am Südausgang von Vielitz, einem Ortsteil von Selb im Landkreis Wunsiedel im Fichtelgebirge in Bayern.
Von der ehemaligen Mottenanlage ist noch der Turmhügel erhalten.